# Dłoń (gromada)
Dłoń – dawna gromada, czyli najmniejsza jednostka podziału terytorialnego Polskiej Rzeczypospolitej Ludowej w latach 1954–1972.
Gromady, z gromadzkimi radami narodowymi (GRN) jako organami władzy najniższego stopnia na wsi, funkcjonowały od reformy reorganizującej administrację wiejską przeprowadzonej jesienią 1954 do momentu ich zniesienia z dniem 1 stycznia 1973, tym samym wypierając organizację gminną w latach 1954–1972.
Gromadę Dłoń z siedzibą GRN w Dłoni utworzono – jako jedną z 8759 gromad na obszarze Polski – w powiecie rawickim w woj. poznańskim, na mocy uchwały nr 34/54 WRN w Poznaniu z dnia 5 października 1954. W skład jednostki weszły obszary dotychczasowych gromad Dłoń, Kołaczkowice, Oczkowice i Piaski ze zniesionej gminy Miejska Górka oraz miejscowość Płaczkowo z dotychczasowej gromady Bartoszewice ze zniesionej gminy Jutrosin w tymże powiecie. Dla gromady ustalono 18 członków gromadzkiej rady narodowej.
1 stycznia 1959 z gromady Dłoń wyłączono miejscowość Płaczkowo, włączając ją do gromady Jutrosin w tymże powiecie.
4 lipca 1968 gromadę zniesiono, a jej obszar włączono do gromady Miejska Górka w tymże powiecie.